# Möckerchen
Möckerchen war ein Volumenmaß in Sachsen. Das alte Meeraner Maß, ein Getreidemaß seit etwa 1653, entsprach etwa einer Viertelmetze und galt als sogenanntes Zinsmaß für die „Geistlichkeit“. Der Begriff soll seinen Ursprung aus dem Wendischen Mierka (vgl. sorbisch měra, ‚Maß‘) haben und für das Mäsel, Mäßchen, Nösel oder Nöselmaß stehen.
- 1 Möckerchen = 0,87 Liter